# 미래일기-ANOTHER:WORLD-
《미래일기-ANOTHER : WORLD-》(일본어: 未来日記-ANOTHER:WORLD-)는 에스노 사카에의 원작 만화 《미래일기》를 원작으로, 2012년 4월 21일부터 6월 30일까지 후지 TV에서 신설된 드라마 범위의 토드라(매주 토요일 11:10 - 11:55)의 제1탄으로 방송된 텔레비전 드라마이다. 주연은 오카다 마사키이다. 전 11화로, 평균 시청률 6.6%.

## 등장 인물
- 오카다 마사키
- 고리키 아야메
- 혼고 가나타
- 후쿠다 마유코
- 키쿠치 후마
- 미야자키 요시코
- 미쓰이시 겐
- 오카다 요시노리
- 사노 시로
- 나카무라 유리
- 니카이도 후미
- 히라오카 유타
- 토미나가 사오리

## 제작진
- 원작 - 에스노 사카에 《미래일기》 (카도카와 쇼텐)
- 시리즈 구성 - 와타나베 유스케
- 각본 - 쿠와무라 사야카, 하야후네 카에코, 와타나베 유스케
- 각본 협력 - 미야모토 요스케, 후지사와 료스케
- 음악 - 후쿠히로 슈이치로
- 연출 - 나미키 미치코, 미야키 쇼고
- 나레이션 - 이시다 아키라 ※오프닝에서 이전까지의 줄거리를 해설한다. (제4화 ~ 최종화)
- 프로듀서 보조 - 아다치 아유미, 타부치 아사코
- 라인 프로듀서 - 시바타 케이코
- 프로듀서 - 후지노 료타
- 제작 - 후지 TV 드라마 제작 센터

### 주제가
- 시바사키 코우 〈ANOTHER:WORLD〉

## 방송일 및 부제, 시청률
| 각화                                      | 방송일          | 부제                  | 시청률 |
| ----------------------------------------- | --------------- | --------------------- | ------ |
| EPISODE01                                 | 2012년 4월 21일 | 겨우 만날 수 있었군요 | 9.9%   |
| EPISODE02                                 | 2012년 4월 28일 | 그래서 배신           | 5.8%   |
| EPISODE03                                 | 2012년 4월 5일  | 텅빈 무언가가 아니야  | 6.1%   |
| EPISODE04                                 | 2012년 5월 12일 | 7번째 소유자          | 6.7%   |
| EPISODE05                                 | 2012년 5월 19일 | 밝혀진 진실           | 7.0%   |
| EPISODE06                                 | 2012년 5월 26일 | 최후의 DEAD END       | 6.6%   |
| EPISODE07                                 | 2012년 6월 2일  | ANOTHER：WORLD        | 6.1%   |
| EPISODE08                                 | 2012년 6월9일   | Re：START             | 5.2%   |
| EPISODE09                                 | 2012년 6월16일  | 재회                  | 5.6%   |
| EPISODE10                                 | 2012년 6월23일  | 선택과 결단           | 6.2%   |
| EPISODE FINAL                             | 2012년 6월30일  | 완전한 미래           | 7.2%   |
| 평균 시청률: 6.6%                         |                 |                       |        |
| (시청률은 간토 지방·비디오 리서치사 조사) |                 |                       |        |